# Ergasilus tumidus
Ergasilus tumidus is een eenoogkreeftjessoort uit de familie van de Ergasilidae. De wetenschappelijke naam van de soort is voor het eerst geldig gepubliceerd in 1940 door Markevich.